# Rautasjaure
Rautasjaure, nordsamiska Rávttasjávri, är en fjällsjö söder om Torne träsk i Kiruna kommun i Lappland som ingår i Torneälvens huvudavrinningsområde. Sjön har en area på 16,7 kvadratkilometer och ligger 560,1 meter över havet. Rautasjaure ligger i Torne och Kalix älvsystem Natura 2000-område.
Sjön ligger i en djup dalgång, omgärdad av fjäll som sträcker sig omkring 1 000 meter över sjöns yta. Längst i öster har Rautasjaure sitt utlopp via Rautas älv, som där bildar stora sel med svaga stömmar.
Namnets förled kommer av det samiska ordet ráktas som är en sorts dragrem som använts i samiska åkdon.
Jámikasuolu, vilket betyder "de dödas ö", är en ö i Rautasjaure där samer tidigare begravde sina döda i sommargravar.

## Delavrinningsområde
Rautasjaure ingår i delavrinningsområde (755847-164794) som SMHI kallar för Utloppet av Rautasjaure. Medelhöjden är 835 meter över havet och ytan är 96,38 kvadratkilometer. Räknas de 28 avrinningsområdena uppströms in blir den ackumulerade arean 596,84 kvadratkilometer. Rautasälven (Rautasätno) som avvattnar avrinningsområdet har biflödesordning 2, vilket innebär att vattnet flödar genom totalt 2 vattendrag innan det når havet efter 452 kilometer. Avrinningsområdet består mestadels av skog (22 procent) och kalfjäll (58 procent). Avrinningsområdet har 16,67 kvadratkilometer vattenytor vilket ger det en sjöprocent på 17,3 procent.